# 핫도그
핫도그(영어: hot dog)는 굽거나 쪄서 익힌 소시지를 전통적인 핫도그빵에 끼워서 먹는 음식이다. 프랑크 소시지나 비엔나 소시지를 주로 사용하며, 종종 소스를 첨가하기도 하는데, 주로 케첩과 겨자 소스, 타르타르 소스 등을 핫도그 위에 뿌려서 먹는다. 대한민국과 뉴질랜드에서는 나무 젓가락에 소시지를 끼워서 튀겨낸 콘도그를 편의상 핫도그라고 부른다.

## 역사
핫도그의 어원에 관해서 여러 가지 추측이 있는데, 사용된 소시지의 길이가 다리가 짧은 닥스훈트에 가깝다고 하는 것으로, 닥스훈트 소시지라고 부른다. 이것을 구웠기 때문에, "뜨겁게 구운 독(개)"라는 의미에서 핫도그라고 부르게 되었다고 하는 설이 있다. 다만, 독일 유래의 말이면, 독일어는 Dachshund라고 쓰는데, 이것을 Dog라고 바꾸게 된 이유가 무엇인가 하는 논란이 있다. 또 하나는 미국의 만화가인 토마스 알로이시우스 도건이, 작품을 쓰던 중, '닥스훈트'의 철자를 몰라 어쩔 수 없이 Hot Dog라고 쓴 것으로부터 그 명칭이 퍼졌다는 설이다.

## 같이 보기
- 콘도그
- 다창바오샤오창
- 소시지
- 빵
- 케첩
- 브뤼부어스트